# Tilleux
Tilleux là một xã ở tỉnh Vosges, vùng Grand Est, Pháp. Xã này có diện tích 3,88 kilômét vuông dân số năm 1999 là 61 người. Xã này nằm ở khu vực có độ cao trung bình 380 m trên mực nước biển.

## Biến động dân số
| 1962                                         | 1968 | 1975 | 1982 | 1990 | 1999 |
| -------------------------------------------- | ---- | ---- | ---- | ---- | ---- |
| 80                                           | 81   | 69   | 76   | 72   | 61   |
| Số liệu từ năm 1962: Dân số không tính trùng |      |      |      |      |      |